# Сатемо (Горийский муниципалитет)
Сатемо (груз. სათემო) — село в Грузии, на территории Горийского муниципалитета края (мхаре) Шида-Картли.

## География
Село находится в центральной части Грузии, в пределах Тирифонской равнины, к западу от реки Меджуды, на расстоянии приблизительно 11 километров (по прямой) к северу от города Гори, административного центра муниципалитета. Абсолютная высота — 725 метров над уровнем моря.

## Население
По результатам официальной переписи населения 2014 года в Сатемо проживало 582 человека (298 мужчин и 284 женщины). В национальной структуре населения грузины составляли 96,7 %, армяне — 2,7 %.
| Год  | Население, человек |
| ---- | ------------------ |
| 2002 | 652                |
| 2014 | ↘ 582              |